# Hydrogonium angustifolium
Hydrogonium angustifolium là một loài rêu thuộc họ Pottiaceae. Loài này được (Hook. & Grev.) Jan Kučera mô tả khoa học năm 2013.